# 苯扎氯铵
苯扎氯銨（benzalkonium chloride）是屬於季銨基類的陽離子性介面活性劑。它主要有三個用途：作為殺生物劑、陽離子介面活性劑，以及在化學工業中的相轉移劑。此化合物是各種偶數烷基鏈烷基芐氯化物的非勻相混合物。
苯扎氯銨的英语有许多异名或缩写：alkyldimethylbenzylammonium chloride（ADBAC）、BZK、BKC、BAK、BAC，商品名常为：Zephiran。

## 用途
苯扎氯銨是許多消費性產品的有效成分：
- 醫藥產品如眼、耳和鼻滴劑或噴霧劑中作為消毒劑
- 個人護理產品，如洗手液、衛生紙巾和濕紙巾
- 潤膚液，除臭劑，護髮產品和化妝品
- 皮膚消毒劑，例如碘酒、滴露
- 潤喉糖[1]和漱口劑中作為殺生物劑
- 殺精劑
- 非處方藥用於治療皰疹、冷瘡、和單純性皰疹，例如RELEEV和Viroxyn
- 燒傷和潰瘍的治療
- 洗滌劑
- 紡織品軟化劑
- 清潔地板和硬表面的消毒，例如來蘇爾
- 噴霧消毒劑用於硬表面的消毒
- 除藻劑用於從道路、屋頂瓦片、游泳池、磚石等地清除藻類、苔蘚。

苯扎氯銨與基於乙醇或過氧化氫的消毒劑不同的優點在於，當施用於受傷皮膚時苯扎氯銨消毒劑不會引起皮膚的燒灼感。
苯扎氯銨也可用於在許多非消費過程或產品，包括在外科手術的消毒用途。更全面的用途包括工業上的應用。

### 藥用
苯扎氯銨是滴眼劑經常使用的消毒劑：典型的濃度範圍為0.004％至0.01％。更強的濃度可產生腐蝕性，導致角膜內皮不可逆轉的損害。
苯扎氯銨也具有表面活性劑的功能，溶解淚膜的脂質以及增加藥物滲透性，使其成為有用的賦形劑。
避免使用苯扎氯銨於隱形眼鏡清潔液在文獻中被討論。

## 副作用
雖然在歷史上苯扎氯銨已經普遍地作為殺菌劑在眼用藥劑，但其具有眼毒性和刺激性，為了符合消費者的需求致使製藥公司增加生產不含殺菌劑的藥劑，或改用危害較小的殺菌劑替代。
許多大眾市場的吸入器和鼻噴霧製劑含有苯扎氯銨作為殺菌劑，儘管大量的證據表明，苯扎氯銨可對纖毛運動、纖毛輸送、鼻腔粘膜組織、人類的中性粒細胞的功能和白血球對於局部炎症的反應產生不利的影響。
雖然一些研究表示，在使用濃度低於或不高於0.1%苯扎氯銨的鼻噴劑與藥物性鼻炎之間沒有關聯 ，但仍已提出建議苯扎氯銨應避免用於鼻噴劑。
在美國鼻類固醇製劑不含有苯扎氯銨的包括布地奈德、曲安奈德、地塞米松、Beconase和Vancenase氣溶膠吸入劑。
苯扎氯銨在正常的使用濃度下會刺激中耳組織，其對內耳的毒性已被證明。
職業性暴露於苯扎氯銨與哮喘有所關聯。
在2011年一個大型臨床試驗設計用來評估基於不同的活性成分的洗手液在預防病毒在學童之間傳播的功效，以排除基於苯扎氯銨洗手液的安全性問題。
苯扎氯銨自1940年以來一直作為藥物防腐劑和抗微生物劑來使用。儘管早期的研究證實了苯扎氯銨的腐蝕性和刺激性，苯扎氯銨副作用以及與疾病之間的關聯的調查在過去30年才浮出水面。
苯扎氯銨被美國食品和藥物管理局歸類為III類防腐劑的活性成分。表示“可用的數據不足以將其列為安全、有效的，並且需要進一步的測試”，
苯扎氯銨被排除在目前美國食品和藥品管理局審查的抗菌非處方藥之外，這意味著它仍將是III類成分需要更多的數據確認其安全性、有效性和效率，尤其是關聯到：
- 人體藥代動力學研究，包括它的代謝產物的信息
- 對動物的吸收、分佈、代謝和排泄研究
- 數據協助確定製劑對皮膚吸收的影響
- 致癌性
- 研究發育和生殖毒性
- 潛在的賀爾蒙效果
- 潛在的細菌耐藥性

## 毒性
化學物質毒性資料庫列出了以下的急性毒性數據:
| 生物 | 曝露途徑 | 劑量 (LD50)  |
| ---- | -------- | ------------ |
| 家鼠 | 靜脈注射 | 13,900 µg/kg |
| 家鼠 | 口服     | 240 mg/kg    |
| 家鼠 | 腹腔     | 14,500 µg/kg |
| 家鼠 | 皮下     | 400 mg/kg    |
| 小鼠 | 皮下     | 64 mg/kg     |

苯扎氯銨對人體皮膚具有刺激性、對眼睛有強烈的刺激性。 苯扎氯銨被懷疑對呼吸、胃腸道以及神經具有毒性。
苯扎氯銨供消費者使用的製劑為稀溶液。濃溶液對人體是有毒，可引起腐蝕或刺激皮膚和粘膜，如果服用足夠的量可導致死亡。 0.1％是苯扎氯銨不會刺激完好皮膚的最大濃度上限。
苯扎氯銨，不應該在兒科口服藥物中使用。
苯扎氯銨中毒在文獻中被確認。一起2014年的案例是一名78歲的男子誤食了致命地240 mL的10%苯扎氯銨包含在目前公佈的苯扎氯銨中毒病例報告摘要， 大多數的情況都是由於誤認容器中的內容物所引起的，一起案件是因為藥房錯誤地稀釋苯扎氯銨導致兩名嬰兒中毒。
苯扎氯銨對家中寵物的毒性已被確認，寵物與使用含有苯扎氯銨作為有效成分的清潔劑清潔後的地板直接接觸的結果。

## 生物活性
苯扎氯銨的殺生物活性與C12十二烷基和C14烷基肉荳蔻衍生物有關。殺菌作用的機制被認為是破壞分子間的交互作用。這可能會導致細胞膜脂質雙層的瓦解，影響細胞質滲透性的控制並導致細胞質的洩漏。其他存在於細菌細胞中的生物分子也同樣會被分解。用於精細調控多種呼吸與代謝作用的酵素很容易受到影響。這種高度特異的生化系統中的關鍵分子間相互作用和三級結構可藉由陽離子表面活性劑很輕易地破壞。
苯扎氯銨溶液是有效時間適當的速效殺菌劑。它可有效地對抗細菌和一些病毒以及原生動物。而細菌的孢子被認為是具有抗性的。水溶液根據它們的濃度可以是抑菌或是殺菌。革蘭氏陽性細菌通常比革蘭氏陰性細菌更容易受到影響。pH值對於苯扎氯銨活性沒有很大的影響，但增加基本上可在更高的溫度延長曝露時間。
在1998年利用FDA協議的研究中，使用苯扎氯銨作為有效成分的消毒劑符合FDA的標準，同時一個知名的基於醇的衛生洗滌劑Purell沒有符合。這項研究被美國知名基於季銨化合物的外用抗菌藥物開發商、製造商以及營銷商報導，表示他們自己以苯扎氯銨為基礎的消毒劑比基於酒精的洗手液更好。
非酒精洗手液中的苯扎氯銨的品質和效果的進步已經解決了美國疾病控制與預防中心對於主要產品無法有效對付革蘭氏陰性菌尤其是對新德里金屬-β-內酰胺酶1或其他抗生素有抗藥性的細菌的問題。
較新的製劑混合苯扎氯銨以及各種季銨衍生物可以擴展殺生物的範圍，增強了基於苯扎氯銨消毒產品的功效。製劑技術已被用來大大地提高季銨鹽消毒劑如Virucide 100對於典型的醫療感染風險如肝炎和HIV的殺菌活性。使用適當的輔料也可以大大提高殺菌頻譜、性能以及防止在某些情況下的失活。配方也可以減少苯扎氯銨在有機化合物或無機化合物的影響下失活的情況。

## 特性
苯扎氯銨易溶於乙醇和丙酮。雖然在水中溶解速度慢，但水溶液更容易處理所以仍是首選。水溶液應是中性至微鹼性，顏色從無色到淺黃色。水溶液搖晃時會產生泡沫，在濃溶液中有苦味和淡淡的杏仁味。

## 取得
標準濃縮物製造為50％和80％的水溶液，並以BC50、BC80、BAC50、BAC80等商品名出售，50％的溶液是純水溶液，同時更濃的溶液需要摻入流變改性劑(酒精、聚乙二醇等等)，以防止在低溫的情況下黏度增加或凝膠的形成。

## 延伸閱讀
- Rieger, M M.  (PDF). Soc. Cosmet. Chem. 1997, 48: 307–317. （原始内容 (PDF)存档于2014-12-07）.
- Thorup I: Evaluation of health hazards by exposure to Quaternary ammonium compounds, The Institute of Food Safety and Toxicology, Danish Veterinary and Food Administration, https://archive.today/20140926060021/http://www2.mst.dk/common/Udgivramme/Frame.asp?http://www2.mst.dk/udgiv/publications/2000/87-7944-210-2/html/kap04_eng.htm
- Verret, DJ; Marple, BF. . Curr Opin Otolaryngol Head Neck Surg. Feb  2005, 13 (1): 14–8. PMID 15654209. doi:10.1097/00020840-200502000-00005.

## 外部連結
- International Programme on Chemical Safety, International Chemical Safety Card (ICSC) - Benzalkonium Chloride （页面存档备份，存于）
- National Institute for Occupational Safety and Health (NIOSH), International Chemical Safety Card (ICSC) - Benzalkonium Chloride
- International Programme on Chemical Safety, Poisons Information Monograph (PIMs) - Benzalkonium Chloride （页面存档备份，存于）
- Haz-Map Category Details - Benzalkonium Chloride
- ToxNet Human Safety Database - Benzalkonium Chloride Compounds （页面存档备份，存于）
- Recognition and Management of Pesticide Poisonings, Unites States Environmental Protection Agency, Office of Pesticide Programs, Sixth Edition, 2013 （页面存档备份，存于）
- CDC Healthcare Infection Control Practices Advisory Committee (HICPAC), Guideline for Disinfection and Sterilization in Healthcare Facilities, 2008 （页面存档备份，存于）
- Santa Cruz Biotechnology, Inc. MSDS （页面存档备份，存于）
- Spectrum Labs "Clear Bath" Algae Inhibitor MSDS
- Nile Chemicals MSDS （页面存档备份，存于）
- TCI America MSDS （页面存档备份，存于）
- Sciencelab.com, Inc. MSDS
- Nasal Saline Sprays - The Additives May Be the Problem （页面存档备份，存于）